# Моторошні створіння
Моторошні створення (англ. The Uncanny) — британський фільм жахів 1977 року.

## Сюжет
Науковець Вілбур спеціалізується на паранормальних явищах. Він написав книгу, у якій висловлює думку, що господарями планети Земля є не люди, як прийнято вважати, а кішки. І їх терпінню від тиранії людини приходить кінець. Видавець Грея Френк Річардс вважає нову книгу дивною, але погоджується видати її, якщо Грей надасть переконливі докази. Він повинен написати три оповідання, засновані на реальних подіях, які доводять котячу змову.
Перша історія. 1912 рік Лондон. Стара жінка викреслює зі свого заповіту племінника і залишає все своє майно котам, яких у неї безліч. Служниця Джанет дізнається про це і вирішує провернути хитру махінацію. Але у котів-спадкоємців зовсім інші плани.
Друга історія. 1975 рік Квебек. Дівчинка Люсі живе разом із сім'єю своєї тітки, де її постійно ображає її двоюрідна сестра Анжела. Люсі дуже прив'язана до свого кота на прізвисько Веллінгтон, якого ненавидить вся родина. Кіт починає мститися за Люсі.
Третя історія. 1936 рік Голлівуд. Культовий актор низькобюджетних фільмів жахів Валентайн Дет знімається в картині «Темниця жахів». Раптово прямо на знімальному майданчику в результаті нещасного випадку гине його дружина Мадлен. Її улюблений кіт починає тероризувати Валентайна і його нову подругу Едіну.

## У ролях
| Актор                  | Роль           |
| ---------------------- | -------------- |
| Пітер Кашинг           | Вілбур         |
| Рей Мілланд            | Френк Річардс  |
| Джоан Грінвуд          | міс Малкін     |
| Роланд Калвер          | Воллес         |
| Сьюзен Пенхалігон      | Джанет         |
| Саймон Вільямс         | Міхаель        |
| Александра Стюарт      | місіс Блейк    |
| Дональд Пілон          | містер Блейк   |
| Хлоя Френкс            | Анжела         |
| Катріна Голден Бронсон | Люсі           |
| Рене Жирар             | місіс Мейтленд |
| Дональд Плезенс        | Валентайн Дет  |
| Саманта Еггар          | Едіна          |
| Джон Вернон            | Помероу        |
| Катрін Беджін          | Мадлен         |
| Жан Леклерк            | Беррінгтон     |
| Шон МакКенн            | інспектор      |